# Floris Evers
Floris Maarten Alphons Maria (Floris) Evers (Tilburg, 26 februari 1983) is een voormalig Nederlandse hockeyer. Hij speelde in totaal 229 interlands, won twee keer zilver op de Olympische Spelen, één keer goud op het Europees kampioenschap en drie keer goud bij de Champions Trophy. Met zijn club Amsterdam werd hij in 2011 en 2012 landskampioen in de hoofdklasse. 

## Loopbaan
De middenvelder maakte zijn debuut op 18 augustus 2002, in de oefeninterland Nederland-Zuid-Korea (2-2). In 2003 was hij een van de door de wereldhockeybond FIH genomineerde spelers voor de titel 'Talent van het Jaar'.
Evers speelde achtereenvolgens voor Groningen, Hattem en SCHC. Met die laatste club dwong hij in het voorjaar van 2002 promotie af naar de hoofdklasse, en bereikte hij in het seizoen 2004-2005 de play-offs. Daarin verloor 'Stichtse' in de halve finales ('best-of-three') van de latere kampioen Oranje Zwart. Kort daarop maakte Amsterdam bekend hem te hebben ingelijfd vanaf het seizoen 2006-2007. Met die club werd hij in 2011 en 2012 landskampioen. 
Hij speelde tot het eind van zijn interlandcarrière, die hij afsloot met een zilveren medaille op de Olympische Zomerspelen 2012, in totaal 229 wedstrijden voor het Nederlands hockeyelftal.
Evers beëindigde zijn hockeyloopbaan in 2015.

## Internationale erelijst
| JAAR | TOERNOOI               | PLAATS                | RESULTAAT     |
| ---- | ---------------------- | --------------------- | ------------- |
| 2002 | Champions Trophy       | Keulen, Duitsland     | Goud          |
| 2003 | Champions Trophy       | Amstelveen, Nederland | Goud          |
|      | Europees kampioenschap | Barcelona, Spanje     | Vierde plaats |
| 2004 | Olympische Spelen      | Athene, Griekenland   | Zilver        |
|      | Champions Trophy       | Lahore, Pakistan      | Zilver        |
| 2005 | Europees kampioenschap | Leipzig, Duitsland    | Zilver        |
|      | Champions Trophy       | Chennai, India        | Zilver        |
| 2006 | Champions Trophy       | Terrassa, Spanje      | Goud          |
| 2012 | Olympische Spelen      | Londen, Engeland      | Zilver        |

## Column
- Evers schreef een maandelijkse column in het tijdschrift Sportweek.

Matthijs Brouwer · 
Ronald Brouwer · 
Jeroen Delmee · 
Geert-Jan Derikx · 
Rob Derikx · 
Marten Eikelboom · 
Floris Evers · 
Erik Jazet · 
Karel Klaver · 
Jesse Mahieu · 
Teun de Nooijer · 
Rob Reckers · 
Taeke Taekema · 
Klaas Veering · 
Guus Vogels · 
Sander van der Weide ·
Coach: Terry Walsh
Sander Baart · 
Billy Bakker · 
Marcel Balkestein · 
Floris Evers · 
Rogier Hofman · 
Robert van der Horst · 
Tim Jenniskens · 
Wouter Jolie · 
Robbert Kemperman · 
Teun de Nooijer · 
Jaap Stockmann · 
Valentin Verga · 
Klaas Vermeulen · 
Bob de Voogd · 
Mink van der Weerden · 
Roderick Weusthof · 
Sander de Wijn ·
Coach: Paul van Ass